# Die Jupitermonde

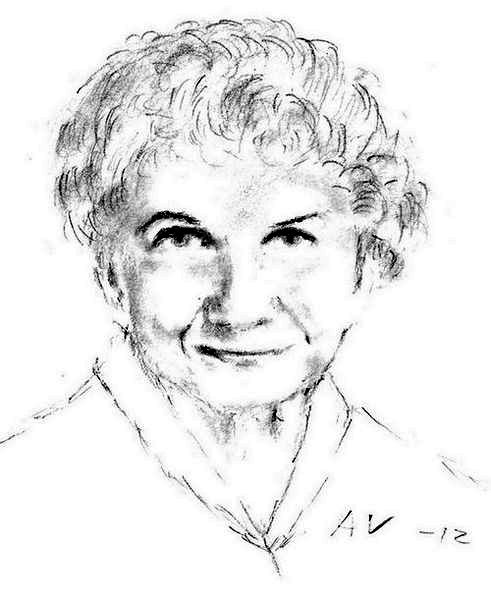
Alice Munro, Nobelpreis für Literatur 2013

Die Jupitermonde (im Original The Moons of Jupiter, 1977 / 1982) ist eine Kurzgeschichte der kanadischen Autorin Alice Munro, in der es darum geht, wie Fakten sich verändern.

## Handlung
In der Geschichte geht es um Janet, die ihren alten Vater im Krankenhaus besucht, wohin sie ihn zur Notaufnahme gefahren hat. Janet übernachtet bei einer ihrer Töchter, vermisst die andere und macht unter anderem einen Besuch im Planetarium, wo sie feststellt, dass sich seit ihrer Schulzeit einige Fakten verändert haben. Als sie mit ihrem Vater, dessen Tage gezählt sind, ein Quiz zu den Monden des Jupiter macht, weiß er vor allem zum Namensträger von Mond Ganymed etwas zu sagen. Am nächsten Nachmittag ist ein Museum an der Reihe und danach ist Janet wieder auf dem Weg ins Krankenhaus. So endet die Geschichte.

## Analyse
Die Geschichte besteht aus sieben Abschnitten, die nicht nummeriert sind. Der kürzeste Abschnitt, der letzte, ist kaum eine Seite lang, der längste umfasst vier Seiten. Eine Ich-Erzählerin springt in der Chronologie hin und her. In der Sammlung Alice Munro's Best. Selected stories (Toronto 2008) hat die Story in englischer Sprache einen Umfang von 17 Seiten.
Worte seien in dieser Geschichte mehr als nur Spiegel für Dinge oder Container für Gedanken und Skepsis bezüglich Sprache und Repräsentation werde in hochstilisierter Form zum Ausdruck gebracht. Gleichzeitig sei das Reale sehr präsent, etwa das Sterben. Munro demonstriere in dieser Geschichte, dass die Macht der Sprache einerseits Verbindungen und Pathos schaffen könne, sie andererseits aber nichts ausrichten könne gegen die beschränkten Möglichkeiten, die Welt zu beschreiben. Letztlich habe dies ein Scheitern des Bewusstseins zur Folge, weil es die Welt, das Andere und das Selbst nicht voll verstehen könne, so Tim McIntyre in seiner Analyse dieses Werks.
Beruflicher Erfolg müsse erst errungen werden und dann solle man sich dafür entschuldigen, lässt Munro ihre Figur Janet ein erwartbares Urteil ihres Vaters reflektieren. Munros Figuren würden auch dann bestraft, wenn sie erfolgreich sind – zum Beispiel als Schriftstellerin in Die Jupitermonde, so Margaret Atwood 2013 in The Guardian, in ihrem Statement zum Nobelpreis für Alice Munro.
Anlässlich der ersten Übersetzung ins Deutsche vermerkte Manuela Reichart 1987 im Feuilleton der Wochenzeitschrift Zeit, dass die im Band Die Jupitermonde gesammelten Erzählungen ein gemeinsames Thema hätten, nämlich die Suche der gealterten Protagonisten nach Kontinuitäten zur Biographie ihrer Eltern und ihren Umgang mit den eigenen Erinnerungen. Dies treffe besonders auch auf die titelgebende Geschichte zu.

## Ausgaben und Versionen
Erstmals veröffentlicht wurde Die Jupitermonde am 22. Mai 1978 im The New Yorker und 1982 als Titelgeschichte der gleichnamigen vierten Sammlung der Autorin (The Moons of Jupiter). „The Moons of Jupiter“ zählt zu denjenigen Geschichten, mit denen Munro um 1980 der internationale Durchbruch gelang. 1996, 2004, 2006 und 2008 ist die Story erneut in Sammlungen der Autorin aufgenommen worden. Die deutschsprachige Ausgabe der Sammlung von 1982 erschien 1986 und erneut 2002.
In der Version, die im The New Yorker publiziert wurde, ist Janet nicht Schriftstellerin, sondern Malerin. Für die zweite Version wurde im fünften Abschnitt „measurement“ eingefügt (hier kursiv): „I saw how the forms of love might be maintained with a beloved person but with the love in fact measured and disciplined, because you have to survive.“ Gegen Ende desselben Abschnitts wird ein Satz anders fortgesetzt. Statt: „Moonless Mercury rotating three times while circling the sun twice; an old arrangement, not as satisfying as the old one, for once“ (1978) heißt der Vergleich in der zweiten Fassung: „not as satisfying as what they used to tell us – that it rotated once and it circled the sun.“ (1982)